# Sean Paul
Sean Paul Ryan Francis Henriques (ur. 9 stycznia 1973 w Kingston) – jamajski wykonawca muzyki dancehall, ocierający się o reggae, piosenkarz, DJ i freestylowiec.

## Życiorys

### Wczesne lata
Sean Paul znany także jako Sean-da-Paul (w swoich utworach określa siebie także jako Dutty Paul lub SPeezy) wywodzi się z rodziny o mieszanych korzeniach. Jego dziadek od strony ojca pochodził z Portugalii i był sefardyjskim Żydem, jego babka od strony ojca miała z kolei afro-karaibskie pochodzenie, natomiast jego matka ma korzenie angielsko-chińskie. Sam jednak wykonawca deklaruje, że jest Jamajczykiem – oboje jego rodzice wywodzą się z Jamajki, on sam mieszkał tam od najmłodszych lat. Wychowany został w religii katolickiej, lecz obecnie nie utożsamia się z żadną religią. Szanuje jednak przy tym swoje żydowskie korzenie, co ma poniekąd związek z popularną na Jamajce filozofią rasta opartą w znacznej mierze na dziejach Izraelitów, i co sam artysta podkreśla swoimi alternatywnymi pseudonimami jak Zion Lion oraz King of Israel.
Uczęszczał do Wolmers High School, Bel Air High School oraz College of Arts, Science and Technology. Jako nastolatek należał do jamajskiej reprezentacji w piłce wodnej. Jego rodzice uprawiali zawodowo sport. Ojciec, Garth Henriques, jest biznesmenem, a matka, Frances malarką i konserwatorką zabytków. Jego młodszy brat Jason (pseudonim JigZagula lub JigZag') jest producentem i DJ-em.

### Kariera
W wieku 10 lat rozpoczął naukę gry na fortepianie, którą następnie porzucił. Pojawił się na scenie muzycznej w 1996 roku. W 1997 po raz pierwszy zdobył rozgłos na Jamajce jako współtwórca „Ladies Man”, który uplasował się w czołówce jamajskich list przebojów.
W 2000 wydał swój pierwszy studyjny album pt. Stage One, który nie zdobył rozgłosu i dotarł do 109. miejsca na liście Billboard 200. Wydany dwa lata później drugi album Dutty Rock okazał się większym sukcesem wraz z dwoma promującymi go singlami: „Gimme the Light” oraz „Get Busy” (ten drugi dotarł na 1. miejsce notowania Billboard Hot 100). Sukces potwierdza ponad 6 milionów egzemplarzy tego albumu sprzedanego na całym świecie. W tym samym okresie Paul zaznaczył także swój udział w „Baby Boy”, piosenkarki Beyoncé Knowles oraz w „Breathe” Blu Cantrell. W 2005 wydany został jego trzeci studyjny album The Trinity, promowany przez cztery single: „We Be Burnin’”, „Ever Blazin’”, „Never Gonna Be the Same” oraz „Temperature”.
Sean Paul był jedną z głównych gwiazd na dwudniowym Coke Live Music Festivalu, który odbył się w Muzeum Lotnictwa Polskiego w Krakowie, w 2008 roku. Występ miał miejsce drugiego dnia festiwalu 23 sierpnia. Paul był już wcześniej w Polsce w Sopocie w 2004 roku. Trzeci koncert Seana Paula w Polsce odbył się 23 lipca 2015 roku w Sopocie w ramach Lotto Music Festival w Zatoce Sztuki Beach Club.
W 2009 roku został wydany jego czwarty studyjny album pod tytułem Imperial Blaze, który promował utwór „So Fine”. Premiera jego piątego studyjnego albumu Tomahawk Technique, odbyła się 27 stycznia 2012 roku. Pierwszy singiel promujący ten album to „Got 2 Luv U” z gościnnym udziałem Alexis Jordan. Drugim singlem został utwór „She Doesn’t Mind”.
14 lutego 2014 roku odbyła się premiera jego szóstego studyjnego albumu zatytułowanego Full Frequency z takimi singlami jak „Other Side of Love”, „Turn It Up” i „Riot” z gościnnym udziałem Damiana Jr. Gong Marleya. Ponadto Sean Paul na swoim koncie posiada również nieoficjalny album A New Age wydany w 2008 roku i udostępniony wyłącznie przez internet, mini-album Sean Paul: Special Edition z 2015 roku wydany przez FM Records LLC oraz pochodzący z tego samego roku mixtape Full Speed Riddim. W 2016 roku wygasł jego kontrakt z Atlantic Records i podpisał nowy z Island Records.

### Życie prywatne
Sean Paul wziął ślub 26 maja 2012 roku, jego żoną została jamajska osobowość telewizyjna i radiowa oraz modelka Jodi Stewart. 27 lutego 2017 roku urodził im się syn, któremu nadali imię Levi Blaze.

## Dyskografia

### Albumy studyjne
- 2000: Stage One
- 2002: Dutty Rock
- 2005: The Trinity
- 2009: Imperial Blaze
- 2012: Tomahawk Technique
- 2014: Full Frequency

### EP
- 2006: Sessions@AOL

### Mixtape’y
- 2009: The Odyssey Mixtape

### Audiobiografie
- 2009: Maximum Sean Paul

### Albumy wideo
- 2004: Duttyology